# Coleophora univittella
Coleophora univittella é uma espécie de mariposa do gênero Coleophora pertencente à família Coleophoridae.